# Dirk Jan Koets
Dirk Jan Koets (Wissenkerke, 16 juli 1895 – Veere, 11 maart 1956) was een Zeeuws kunstschilder en uitvinder.

## Vorming
Dirk Jan Koets werd in 1895 geboren in Wissenkerke op Noord-Beveland. In 1905 verhuisden zijn ouders naar Gouda. Koets volgde daar een opleiding tot plateelschilder. In september 1912 vertrok de jonge Koets naar de Verenigde Staten. Hij verbleef daar bij familie in Sparta in de staat Michigan. Doordat hij werd opgeroepen voor de militaire dienst vanwege het uitbreken van de Eerste Wereldoorlog en de algemene mobilisatie die daarop volgde, kwam hij in september 1915 weer terug in Nederland. Na de beëindiging van de Eerste Wereldoorlog en de demobilisatie in oktober 1919, begint Koets met zijn artistieke carrière en vertrekt naar Amsterdam en Edam/Volendam, waar hij A.J.(Alfons) van Dijck (1894-1979) ontmoet. Begin december 1919 vertrekken zij gezamenlijk naar Veere. Koets geniet er de gastvrijheid van mecenas en kunstverzamelaar Albert Ochs. Hij keert nog even terug naar zijn vader in Goude, maar vestigt zich in 1921 definitief in Veere.

## Kunstenaar
Koets kreeg als kunstschilder bekendheid als schilder van paarden, portretten en stillevens. Daarnaast legde hij ook facetten van het Zeeuwse landschap, het boerenleven en de Veerse vissershaven met zijn in- en uitvarende hoogaarzen vast op het doek. Zijn schilderijen zijn kleurrijk en expressief. In Veere kreeg hij liefkozend de bijnaam, de 'Veerse Van Gogh'. Zijn werk vertoont aanvankelijk verwantschap met dat van Lucie van Dam van Isselt die Koets en zijn vrouw begin jaren 1920 enige tijd onderdak bood. Het zou tot midden jaren 1920 duren voor hij zijn eigen handschrift gevonden had, de zogenoemde 'Koetstoets': krachtig, direct op het doek en trefzeker, altijd geschilderd op de plek. Veelal in een impressionistische trant, pasteus en kleurrijk, met af en toe expressionistische kenmerken.

## Uitvinder
Koets hield zich ook bezig met het construeren van mechanieken voor het voortstuwen van schepen en het opwekken van elektriciteit, een erfenis uit zijn Amerikaanse periode. Hij is de uitvinder en constructeur van de zogenoemde 'Koetspropeller', waarop hij in juni 1940 een Nederlands octrooi kreeg. Door de oorlogssituatie slaagde hij er niet in deze uitvinding commercieel te maken. Hij was daarover zeer verbitterd en teleurgesteld. Hierdoor vervreemdde hij na de Tweede Wereldoorlog steeds meer van de dagelijkse realiteit en raakte langzaam maar zeker in een sociaal isolement. Schilderen deed hij de laatste jaren van zijn leven nog maar weinig.

## Laatste levensjaren
In 1954 schilderde hij zijn laatste portret, een opdracht van een Veerse bewonderaar. Hij stierf op 11 maart 1956 eenzaam en berooid in zijn Veerse huisje In d'Olijmolen en werd enkele dagen later begraven op het kerkhofje van Zanddijk.

## Late erkenning
Als verlaat postuum eerbetoon werd in 1960 in het Noord-Bevelandse Kortgene een bescheiden laatste officiële tentoonstelling aan zijn werk gewijd. In de zomer van 2005 werd in het Veerse Museum De Schotse Huizen een grote oeuvre tentoonstelling gehouden over zijn leven en zijn werk. In 2007 was werk van Koets te zien in Kats.